# 英国世界遗产列表
聯合國教科文組織世界遺產是指根據1972年《保護世界文化和自然遺產公約》所定義的具有突出文化或自然遺產價值的地點。文化遺產包括遺跡（如建築作品、紀念性雕塑或銘文）、建築群與遺址（含考古遺址）；自然遺產則涵蓋自然地貌（含物理與生物結構）、地質與地形構造（含瀕危動植物棲息地），以及具有科學、保育或自然美學價值的自然景觀。英國於1984年5月29日批准該公約，其遺產自此具備列入資格。
英國及其海外領土目前擁有35項世界遺產，其中18項位於英格蘭、7項在蘇格蘭、4項在威爾斯、2項在北愛爾蘭，另有1項橫跨英格蘭與蘇格蘭（羅馬帝國界牆），其餘分佈於百慕達、直布羅陀、皮特凯恩群岛和聖海倫娜等海外領土。1986年首批入選的遺產包括巨人堤道與堤道海岸、達勒姆城堡與座堂、鐵橋谷、噴泉修道院遺址所在的斯塔德利皇家公園、巨石陣、埃夫伯里和相關遺址，以及圭內斯郡愛德華國王的城堡和城牆。最近入選的是2024年作為跨國遺產「摩拉維亞教會社區」（Moravian Church Settlements）一部分的格雷斯希爾。35項遺產中有29項屬文化遺產、5項自然遺產，而聖基爾達群島同時符合雙重標準。英國另提報了5項預備名單，並曾擔任一屆世界遺產委員會成員。
其中3項為跨國遺產：羅馬帝國界牆與德國共享，欧洲温泉疗养胜地與其他6國共有，摩拉維亞教會聚落則與丹麥、德國和美國共同列名。2012年，世界遺產委員會以都市開發計畫威脅遺產完整性為由，將2004年登錄的利物浦海事商城列入瀕危世界遺產名錄。該遺產最終於2021年遭除名，成為全球僅三處被除名的遺產之一。

## 世界遺產
聯合國教科文組織依照十項基準列錄遺產地；每個登錄項目必須符合至少一項標準。第一至第六項標準屬於文化遺產，第七至第十項則屬自然遺產。
| 名稱                                       | 圖像 | 位置                                                                       | 入選年份 | 教科文組織數據                  | 簡介 |
| ------------------------------------------ | ---- | -------------------------------------------------------------------------- | -------- | ------------------------------- | --- |
| 巨人堤道及堤道海岸                         |      | 北愛爾蘭安特里姆郡 55°14′24″N 6°30′40″W / 55.240°N 6.511°W                 | 1986年   | 369；vii、viii（自然）          | 這片擁有數千根柱狀玄武岩的景觀形成於約6000萬年前的第三紀火山活動。這些形成的地貌一方面激發了關於巨人的傳說，另一方面也影響了過去300年來地球科學的發展。該遺址在2016年進行了小幅的邊界調整。 |
| 達勒姆城堡與座堂                           |      | 英格蘭達勒姆 54°46′26″N 1°34′30″W / 54.774°N 1.575°W                       | 1986年   | 370；ii、iv、vi（文化）         | 杜倫大教堂（圖）建於11世紀末至12世紀初，是英格蘭諾曼式建築的傑出代表，其拱頂結構標誌著哥德式建築的開端。該教堂保存著聖卡斯伯特和比德的遺物，曾是本篤會修道院社群的中心。這座諾曼城堡曾是杜倫采邑主教的住所。該遺址在2008年進行了一次小幅邊界調整。 |
| 鐵橋谷                                     |      | 英格蘭什罗普郡 52°37′34″N 2°29′10″W / 52.626°N 2.486°W                     | 1986年   | 371；i、ii、iv、vi（文化）      | 在18世紀初，鐵橋谷是工業革命的早期場地之一。亞伯拉罕·達比一世在科爾布魯克代爾建造的高爐是第一個使用焦炭來冶煉鐵的設施。如今，這裡的工業遺產保存完好，包括礦井、製造廠、工人住宅和運輸系統。由亞伯拉罕·達比三世於1779年建造的鐵橋（圖）是世界上第一座金屬橋樑。 |
| 斯塔德利皇家公園（包括噴泉修道院遺址）     |      | 英格蘭北約克郡 54°06′58″N 1°34′23″W / 54.116°N 1.573°W                     | 1986年   | 372；i、iv（文化）              | 該莊園包含18世紀的景觀花園、歷史建築、水景設施和公園。這座花園是英式庭園的傑出典範。園內的建築包括12世紀的噴泉修道院遺址（一座前熙篤會修道院，如圖）以及歌德復興式的聖瑪麗教堂。該遺址於2012年進行了小幅邊界調整。 |
| 巨石陣、埃夫伯里及相關遺址                 |      | 英格蘭威爾特郡 51°10′44″N 1°49′31″W / 51.1788°N 1.8252°W                   | 1986年   | 373；i、ii、iii（文化）         | 此遺址由一系列巨石遺跡組成，這些紀念碑由新石器時代和青銅器時代的社會於公元前3700年至1600年間建造。巨石陣（圖）是世界上建築最精密的史前石圈，而埃夫伯里擁有世界上最大的石圈，還有一座巨大的人工土丘——錫爾伯里丘。這些遺址為我們提供了關於建造它們的社會的文化、技術和天文知識的深刻見解。該遺址於2008年進行了一次小幅邊界調整。                                                                                   |
| 圭內斯郡愛德華國王的城堡和城牆             |      | 北威爾斯的四座城堡 53°08′20″N 4°16′34″W / 53.139°N 4.276°W                 | 1986年   | 374；i、iii、iv（文化）         | 在愛德華一世（1272年—1307年）統治期間，為鎮壓威爾斯人口並在該地區建立英格蘭殖民地，他在當地興建了一系列城堡。被登錄的四座城堡包括：博馬里斯（圖）、卡那封、康威與哈萊克。軍事史學家認為這些城堡代表了軍事建築的巔峰。 |
| 聖基爾達群島                               |      | 蘇格蘭外赫布里底群島 57°48′58″N 8°34′59″W / 57.816°N 8.583°W               | 1986年   | 387；iii、v、vii、ix、x（複合） | 這段由火山形成的偏遠群島，經過風化和冰川作用，塑造出擁有高聳懸崖的壯觀地貌。這些島嶼是北方鰹鳥、北極海鸚和暴雪鸌等海鳥的重要棲息地，這些鳥類在此大量築巢繁殖。該遺址最初因其自然意義被列入，後於2004年及2005年擴展範圍以涵蓋其文化價值。這些島嶼至少有兩千年的人類居住歷史，居民在極端氣候下依靠鳥類產品和牧羊業維生。他們的活動形成了包含房屋、圍欄和儲存結構的獨特文化景觀。最後一批常住居民於1930年離開島嶼。 |
| 布莱尼姆宫                                 |      | 英格蘭牛津郡 51°50′28″N 1°21′40″W / 51.841°N 1.361°W                       | 1987年   | 425；ii、iv（文化）             | 第一代馬爾博羅公爵約翰·邱吉爾的住所由建築師約翰·凡布魯和尼古拉斯·霍克斯穆爾於18世紀初設計。相關的公園景觀則由萬能布朗規劃。這座宮殿是為慶祝對法戰爭勝利而建，其重要意義在於確立了英國浪漫主義建築作為獨立於法國古典主義建築的實體。這裡也是溫斯頓·邱吉爾爵士的故居。 |
| 西敏宮和西敏寺以及聖瑪格麗特教堂           |      | 英格蘭大倫敦 51°29′59″N 0°07′43″W / 51.4997°N 0.1286°W                     | 1987年   | 426；i、ii、iv（文化）          | 構成此遺址的建築與英國君主制有著深厚聯繫。中世紀建成的西敏寺時哥德式建築的代表建築，是英國君主加冕、結婚和安葬的地點。國會所在地西敏宮（圖）於1840年後以新哥德式風格重建，並擁有標誌性的大笨鐘。聖瑪格麗特教堂為教區教堂，採用垂直哥德式風格建造。 |
| 巴芙                                       |      | 英格兰森麻實郡 51°22′48″N 2°21′36″W / 51.380°N 2.360°W                     | 1987年   | 428；i、ii、iv（文化）          | 巴斯建城於1世紀，由羅馬人建立作為溫泉療癒地。羅馬浴場（如圖）至今保存完好。中世紀時期這裡曾是羊毛產業中心，巴斯修道院便興建於該時期。18至19世紀間，喬治亞建築師們規劃了這座城市，建造了圓形廣場與皇家新月等建築群。巴斯同時也是跨國遺產歐洲溫泉療癒勝地的組成部分。 |
| 羅馬帝國界牆*                              |      | 英格蘭和蘇格蘭 54°59′N 2°36′W / 54.99°N 2.60°W                             | 1987年   | 430；ii、iii、iv（文化）        | 界牆是一個防禦系統，標誌著羅馬帝國版圖在公元2世紀達到鼎盛時期。如今仍保留著城牆、堡壘、壕溝、瞭望塔和民用聚落的遺跡。哈德良長城（圖）建於約公元122年，於1987年被列入遺產。位於德國的上日耳曼-雷蒂亞界牆於2005年加入該遺址，而安東尼長城（始建於公元142年）則於2008年加入。這三套防禦系統展示了羅馬軍事工程的精妙之處，並對後世歷史時期產生了深遠影響。                                                           |
| 亨德森岛                                   |      | 皮特凯恩群岛 24°21′S 128°19′W / 24.35°S 128.31°W                           | 1988年   | 487；vii、x（自然）             | 皮特肯群島中最大的島嶼是一座位於南太平洋的隆起珊瑚環礁。由於不適合農業且缺乏淡水，該島一直無人居住，因此基本上未受人類影響。就同大小的熱帶島嶼而言，這裡擁有驚人的生物多樣性，包括許多特有的動植物物種，其中包含四種陸生鳥類。這裡也是海鳥的重要築巢地。該島為研究島嶼環境中動植物的進化與物種形成提供了重要視角。                                                                                               |
| 伦敦塔                                     |      | 英格蘭大倫敦 51°30′29″N 0°04′34″W / 51.5080°N 0.0761°W                     | 1988年   | 488；ii、iv（文化）             | 由征服者威廉在諾曼征服英格蘭後下令修建的倫敦塔是權力的象徵，也是諾曼軍事建築在英格蘭廣泛傳播的典範。隨後幾個世紀的增建使這座城堡成為英格蘭同類建築中最具影響力的建築之一。圖為該要塞的核心建築——白塔。 |
| 坎特伯雷座堂、聖奧古斯丁修道院和聖馬丁教堂 |      | 英格蘭肯特郡 51°17′N 1°05′E / 51.28°N 1.08°E                               | 1988年   | 496；i, ii, vi（文化）          | 聖馬丁教堂是英格蘭最古老的教堂。這座教堂與現已成為廢墟的聖奧古斯丁修道院，均建於6世紀末，是基督教傳入盎格魯-撒克遜人地區的早期階段所創立。圖中的大教堂展現了羅曼式與早期哥德式建築風格，同時也是英格蘭教會的所在地。該建築在1174年火災後曾部分重建。 |
| 愛丁堡的舊城和新城                         |      | 蘇格蘭愛丁堡 55°56′49″N 3°11′28″W / 55.947°N 3.191°W                       | 1995年   | 728；ii、iv（文化）             | 愛丁堡自15世紀以來一直是蘇格蘭的首都，由兩個截然不同的區域組成。位於山脊上的中世紀舊城以愛丁堡城堡（圖）為中心，保留了古老的街道佈局。重要歷史建築包括聖吉爾斯大教堂和荷里路德宮。新城則建於18至19世紀的喬治時期。這些經過精心規劃的城市建築群對歐洲乃至全世界的都市規劃產生了重大影響。 |
| 戈夫岛和難達島                             |      | 聖海倫娜、阿森松和崔斯坦達庫尼亞 40°19′05″S 9°56′07″W / 40.3181°S 9.9353°W | 1995年   | 740；vii、x（自然）             | 南大西洋的這兩座島嶼是古代火山侵蝕後的遺跡。它們代表了該區域受干擾最少的涼溫帶島嶼生態系統，尤其對在此群聚繁殖的海鳥極為重要。島上還存在一些特有種陸鳥及眾多特有植物物種。果夫島野生動物保護區於1995年獨立列入世界遺產，不可接近島則於2004年被加入。 |
| 格林威治海岸地区                           |      | 英格蘭大倫敦 51°28′45″N 0°00′00″E / 51.4791°N 0°E                          | 1997年   | 795；i、ii、iv、vi（文化）      | 格林威治擁有英格蘭最早期的帕拉第奧式建築實例，包括伊尼戈·瓊斯設計的王后宫，以及克里斯托弗·雷恩設計的建築（如圖所示的舊皇家海軍學院）。該地區因皇家天文台而具有重要意義，此處發展了天文學與航海術的相關知識，並確立了格林威治標準時間與格林威治子午線作為全球標準。 |
| 新石器時代奧克尼的中心                     |      | 蘇格蘭奥克尼 58°59′46″N 3°11′17″W / 58.996°N 3.188°W                       | 1999年   | 514；i、ii、iii、iv（文化）     | 該遺址由四組紀念建築群和考古遺址組成，與約5000年前的新石器時代文化相關。斯卡拉布雷（圖）是北歐保存最完好的新石器時代聚落。其他遺址包括梅肖韋古墓——一座石室墓與石隧墓，以及兩座巨石遺跡：布羅德蓋石圈和斯丹尼斯立石。 |
| 百慕達歷史城鎮聖喬治及相關要塞             |      | 百慕大 32°22′46″N 64°40′40″W / 32.379444°N 64.677778°W                     | 2000年   | 983；iv（文化）                 | 圣乔治斯建於1612年，是美洲現存最古老的英國殖民定居點，也是美國革命後英國在新世界的主要海軍基地。17至20世紀期間，該鎮的防禦工事隨著大砲技術的發展而不斷重建。 |
| 布萊納文工業區                             |      | 威爾斯布萊納文 51°47′N 3°05′W / 51.78°N 3.08°W                             | 2000年   | 984；iii、iv                    | 在19世紀，威爾斯是全球最主要的鐵和煤生產地。布萊納文便是與這些材料生產相關的工業過程所塑造的景觀範例。該遺址包含採石場、公共建築、工人住宅以及一條鐵路。 |
| 新拉纳克                                   |      | 蘇格蘭南拉納克郡                                                           | 2001年   | 429；ii、iv、vi（文化）         | 該村莊由紡織業者、社會改革家及烏托邦社會主義創始人羅伯特·歐文於1785年建立，旨在為棉紡廠工人提供住所。此村莊成為19至20世紀工業社區的典範，並是田園城市理論的先驅。 |
| 索爾泰爾                                   |      | 英格蘭西约克郡 53°50′13″N 1°47′24″W / 53.837°N 1.790°W                     | 2001年   | 1028；ii、iv（文化）            | 索爾泰爾是由提圖斯·薩特為其棉紡廠工人所建立的模範村莊。該村莊包含工廠建築（如圖中的索爾茨紡織廠）、住宅及公共建築，展現了19世紀慈善家長主義的典範，並對田園城市理論產生了深遠影響。 |
| 多實和東德雲海岸                           |      | 英格蘭多塞特郡和德文郡 50°42′N 2°59′W / 50.70°N 2.98°W                     | 2001年   | 1029；viii（自然）              | 該遺址涵蓋了1.85億年的地質歷史，海岸侵蝕作用暴露了幾乎連續的岩層序列，橫跨三疊紀、侏羅紀和白堊紀時期。化石包括海洋和陸地的脊椎動物與無脊椎動物。過去300年的發現極大地影響了古生物學、地質學和地貌學的發展。 |
| 德文特河谷工業區                           |      | 英格兰德比郡 53°01′12″N 1°29′56″W / 53.020°N 1.499°W                       | 2001年   | 1030；ii、iv（文化）            | 德文特河谷是理查德·阿克萊特於1771年開發水力驅動紡紗架用於棉紡廠的地區。這促成了現代工廠制度的發展，原本的鄉村景觀因此轉變，陸續建起了工廠建築以及工人和管理者的住宅。這種模式成為接下來幾個世紀全球工廠的範本。 |
| 邱園                                       |      | 英格蘭大倫敦 51°28′26″N 0°17′42″W / 51.474°N 0.295°W                       | 2003年   | 1084；ii、iii、iv（文化）       | 這座花園成立於1759年，對植物學、經濟植物學、生態學和植物多樣性的發展具有重要影響。園內擁有大量保存和活體植物標本，與全球經濟交流密切相關。其景觀設計和建築特色尤為著名，包括橘園、裝飾性建築，以及鐵框玻璃溫室（如圖所示的棕櫚屋）。 |
| 康沃爾和西德文礦區景觀                     |      | 英格兰康沃爾郡和德文郡 50°08′N 5°23′W / 50.13°N 5.38°W                     | 2006年   | 1215；ii、iii、iv（文化）       | 18至19世紀，錫與銅的開採在德文郡和康沃爾郡蓬勃發展，巔峰時期該地區產出了全球三分之二的銅礦。此處發展出的深層採礦技術與科技被應用至世界各地。採礦業徹底改變了當地景觀，至今仍可見大量遺跡，包括礦坑、機械房、鐵路、港口，以及因採礦而新建的城鎮與村莊。圖為博特萊克礦場的引擎房。 |
| 龐特卡薩魯岧水道和運河                     |      | 威尔士雷克瑟姆和英格兰什罗普郡 52°58′12″N 3°05′13″W / 52.970°N 3.087°W     | 2006年   | 1303；i、ii、iv（文化）         | 這條人工水道是19世紀初期土木工程的重要特徵，其建造是為了推動工業革命的發展。這座水道橋是一座宏偉而優雅的建築，由托馬斯·特爾福德設計。它坐落於石砌橋墩上，並擁有鐵製拱門。這條運河展示了如何利用技術來克服艱難地形的挑戰。 |
| 福斯橋                                     |      | 苏格兰爱丁堡和法夫 56°00′02″N 3°23′19″W / 56.000421°N 3.388726°W           | 2015年   | 1485；i、iv（文化）             | 這座橫跨福斯灣的懸臂鐵路橋於1890年通車，當時是世界上跨度最長的橋樑（541米）。它由低碳鋼製成，在建造時是一種相對新穎的材料。這座橋代表了鐵路運輸正在改變世界的時期中一項重要的工程成就。 |
| 戈勒姆的洞穴群                             |      | 直布羅陀 36°07′13″N 5°20′31″W / 36.120397°N 5.342075°W                     | 2015年   | 1500；iii（自然）               | 位於直布羅陀巨巖東側的四個洞穴，提供了超過10萬年間不同時期尼安德塔人居住的證據。這些發現深入揭示了這些人的生活，包括他們利用的食物資源，以及可能抽象藝術的跡象——岩石雕刻的年代可追溯至超過3.9萬年前。後續的考古層則顯示早期現代人類族群的居住痕跡。 |
| 英格蘭湖區                                 |      | 英格蘭坎布里亞郡 54°28′26″N 3°4′56″W / 54.47389°N 3.08222°W                | 2017年   | 422；ii、v、vi（自然）          | 湖區地形由冰河時期的冰川塑造，後由農牧社群進一步雕琢。該地區擁有山脈、湖泊、花園、宏偉宅邸與公園。自18世紀起，這片景觀在視覺藝術與文學的如畫美學及浪漫主義運動中備受讚頌。圖中呈現的是赫爾維林峰周邊景致。 |
| 卓瑞爾河岸天文台                           |      | 英格兰柴郡 53°14.5′N 2°18.7′W / 53.2417°N 2.3117°W                         | 2019年   | 1594；i、ii、iv、vi（文化）     | 這座天文觀測站成立於1945年。早年間，它標誌著從光學向無線電天文學的轉變，從而為宇宙提供了新的見解。該觀測站擁有多台望遠鏡（其中最大的洛弗爾望遠鏡如圖所示）。它在宇宙射線、類星體、隕石、航天器追蹤和量子光學的研究中具有重要影響。至今仍持續運作。 |
| 欧洲温泉疗养胜地*                          |      | 英格蘭薩默塞特郡 51°22′52.7″N 2°21′32″W / 51.381306°N 2.35889°W            | 2021年   | 1613；ii、iii（文化）           | 這處跨國遺址由7個歐洲國家的11個温泉镇組成，這些地方在19世紀工業化藥物發展之前，就已利用礦泉水進行療癒與治療。英國的巴斯（圖為羅馬浴場）被列入其中。 |
| 威爾斯西北部板岩景觀                       |      | 威爾斯多處 53°07′08″N 4°07′52″W / 53.119°N 4.131°W                         | 2021年   | 5678；ii、v（文化）             | 該遺址由六個礦區和採石場組成，最初在羅馬帝國時期開採板岩，並自18世紀末開始進行工業化開採。19世紀末，該地區生產了全球三分之一的屋頂瓦板和建築用板岩供應，板岩的使用影響了喬治式建築的發展。此處開發的技術方案後來被應用於全球其他板岩礦場。圖中展示的是來自迪諾里奇板巖採石場的運輸傾斜軌道。 |
| 弗羅濕地區                                 |      | 苏格兰凱瑟尼斯和薩瑟蘭 58°20′53″N 3°59′0″W / 58.34806°N 3.98333°W          | 2024年   | 1722；ix（自然）                | 該地點由蘇格蘭北部的七個區域組成，擁有廣闊的毯狀沼澤，這種地貌自末次冰期結束以來的9000年間，透過泥炭的累積而持續形成。它支持著多樣的鳥類群落，並在泥炭沼澤生態系統的研究中具有重要意義。 |
| 摩拉維亞弟兄會社區*                        |      | 北爱尔兰安特里姆郡 51°51′N 6°20′W / 51.850°N 6.333°W                       | 2024年   | 6585；iii, iv（文化）           | 摩拉維亞教會（一種新教派系）於18世紀下半葉建立的社區是經過規劃的城市，反映了該社群的平等主義理念。這些社區擁有相似的都市佈局，包括開放綠地、會眾建築、墓地、聖所，以及按年齡、性別和婚姻狀況分隔的共居房屋。丹麥的克里斯蒂安斯费尔德於2015年被列為世界遺產。該遺產於2024年擴展，納入了美國的歷史悠久的摩拉維亞伯利恆區、德國的黑恩胡特，以及英國的格雷斯希爾（圖為格雷斯希爾摩拉維亞教堂）。                     |

## 預備名單
除了列入《世界遺產名錄》的遺址外，成員國還可以準備一份可能考慮提名的預備名單。只有先前被列入預備名單的遺址，才會被接納為世界遺產名錄的提名。英國的預備名單上有五處遺產，當中四個位於英國本土。
| 名稱                                               | 圖像                             | 位置                                                                | 列入年份 | 基準                       | 簡介 |
| -------------------------------------------------- | -------------------------------- | ------------------------------------------------------------------- | -------- | -------------------------- | --- |
| 約克市：歷史城區核心                               |                                  | 英格蘭北約克郡 53°57′44″N 1°04′56″W / 53.962223°N 1.082123°W        | 2023年   | i、ii、iii、iv、vi（文化） | 約克由羅馬人建立，歷經盎格魯-撒克遜、維京、諾曼及後續時期的發展，每個時代皆留下印記。約克座堂（圖中背景）是中世紀大教堂，以其彩繪玻璃窗聞名，包含東面大窗。歷史上，該城孕育了眾多科學家、藝術家、創新者與民權運動者。                                                    |
| 伯肯海德公園：開創性的“人民公園”                   |                                  | 英格蘭默西賽德郡 53°23′37″N 3°02′36″W / 53.39361°N 3.04333°W        | 2023年   | i、ii、iv（文化）          | 該公園由具影響力的園藝設計師約瑟夫·帕克斯頓於1840年代創建。從一開始，公園就旨在讓社會各階層都能享用。它滿足了工業化城市人口的公共健康需求，並為英格蘭及全球的公共公園提供了範本。圖為伯肯海德公園大門。                                                                  |
| 東大西洋遷徙路線：英格蘭東海岸濕地                 |                                  | 英格蘭多處地點 52°58′N 0°18′E / 52.967°N 0.300°E                    | 2023年   | x（自然）                  | 東大西洋遷徙路線（圖）是一個由超過150種候鳥使用的遷徙路線網絡，這些鳥類在北極和南非之間的繁殖地與越冬地之間遷徙。該提名地包含一系列保護區，包括濕地、灘涂、海岸和海洋保護區。                                                                                            |
| 小開曼海洋公園與保護區                             |                                  | 開曼群島 19°41′11.663″N 80°2′27.248″W / 19.68657306°N 80.04090222°W | 2023年   | vii、ix、x（自然）         | 作為開曼群島三島中最小且開發程度最低的島嶼，此處實為海底山脈的峰頂，鄰近開曼海溝。該區域擁有加勒比海多種典型生態系統，包含紅樹林、海草床、濕地及珊瑚礁。相較於加勒比其他地區，此地生物多樣性極為豐富。海域內存有極危物種眼帶石斑魚最後的幾處產卵地之一。                 |
| 穆薩島、老斯卡特尼斯和雅爾肖夫：设德兰鐵器時代巔峰 | 一座圓形乾石結構，周圍有一些遊客 | 蘇格蘭设德兰 59°59′43″N 1°10′55″W / 59.995266°N 1.182028°W          | 2023年   | iii、iv、v（文化）         | 此提名包含三個代表不列顛鐵器時代的考古遺址，最古老的結構可追溯至約公元前400年，而較近期的則建於公元500年後。乾石建築包括史前圓形石塔（圖為穆薩史前圓形石塔）、如輪屋和大西洋圓屋，展示了建築如何隨時間演變，以及人們如何在艱難且逐漸惡化的島嶼環境中發展出原始城市社會。 |

## 除名遺產
| 名稱           | 圖片 | 位置                                                         | 入選年份 | 教科文組織數據            | 簡介 |
| -------------- | ---- | ------------------------------------------------------------ | -------- | ------------------------- | --- |
| 利物浦海事商城 |      | 英格蘭默西賽德郡 53°24′24″N 2°59′40″W / 53.40667°N 2.99444°W | 2004年   | 1150；ii、iii、iv（文化） | 18至19世紀期間，利物浦是全球最大港口之一。其國際聯繫支撐了大英帝國的運作，並是奴隸貿易的主要港口（直至1807年廢除），以及北美移民的出發地。該碼頭的建築與管理方式曾有多項創新。由於新建築的開發破壞了利物浦濱水區的「突出普遍價值」，該遺產於2012年被列入瀕危世界遺產名錄，並於2021年從《世界遺產名錄》中除名。 |

## 外部連結
- 聯合國教科文組織網站 （页面存档备份，存于）